# Antirhea multiflora
Antirhea multiflora är en måreväxtart som först beskrevs av M.E. Jansen, och fick sitt nu gällande namn av Shu Miaw Chaw. Antirhea multiflora ingår i släktet Antirhea och familjen måreväxter. Inga underarter finns listade i Catalogue of Life.